# Kirwin (Wyoming)
Kirwin ist eine ehemalige Bergbau- und Goldgräberstadt in den Absaroka Mountains im Westen des US-Bundesstaates Wyoming. Die heutige Geisterstadt liegt inmitten des Shoshone National Forests im Park County und hat den Status eines gemeindefreien Gebiets (Unincorporated Community). Die Flugpionierin Amelia Earhart und ihr Ehemann George Putnam bauten zum Zeitpunkt von Earharts Verschwinden eine Hütte in Kirwin.

## Lage
Kirwin liegt abgelegen im langgestreckten Wood River Valley am Oberlauf des Wood Rivers, einem Nebenfluss des Greybull Rivers, im östlichen Teil der südlichen Absaroka Range auf einer Höhe von 2800 bis 3000 Metern. Die Überreste des Ortes erstrecken sich beidseitig des Flusses am Fuße des Mount Crosby, wenige Kilometer südlich des Francs Peak, des höchsten Berges der Absaroka Range. Der nächstgrößere Ort ist Meeteetse, rund 60 km nordöstlich.

## Geschichte

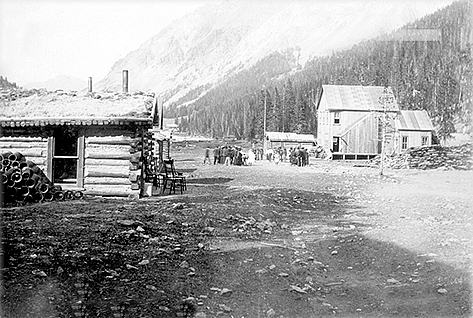
Hauptstraße von Kirwin im Jahr 1905: Zum Höhepunkt lebten rund 200 Einwohner in der Stadt.

Bereits im Jahr 1870 stieß eine Gruppe Goldsucher, angeführt von William Kuykendall, nahe dem Wood River auf Gold. Da das Land jedoch durch einen Vertrag mit den Shoshone geschützt war, verließen die Goldsucher die Gegend wieder. In den 1880er Jahren stießen William Kirwin und Harry Adams beim Jagen am Spar Mountain auf Gold. Nachdem Adams die Nachricht der Goldfunde schnell verbreitet hatte, kamen schließlich unzählige Goldsucher in die Region. Die daraufhin gegründete Goldgräberstadt wurde nach William Kirwin benannt. Zur Blütezeit um das Jahr 1905 lebten etwa 200 Menschen in Kirwin, darunter Bergleute und ihre Familien. Zu dieser Zeit gab es in der Stadt ein Hotel, eine Pension, zwei Gemischtwarenläden, ein Sägewerk, ein Postamt sowie weitere Hütten und Ställe. Jeden zweiten Tag verkehrten Postkutschen zwischen Kirwin und Meeteetse.
Am 5. Februar 1907 zerstörte eine Schneelawine einige Gebäude in Kirwin und tötete drei Menschen, woraufhin ein Großteil der Bergleute zu Beginn des Frühlings den Ort verließ. Henry Schnitzel erlangte jedoch die Kontrolle über den größten Teil des Landes, das etwa 3300 Hektar und 144 Claims umfasste, und unterhielt es von 1907 bis 1931. In diesem Jahr kaufte Carl Dunrud Schnitzels Besitz und gründete die Double Dee Dude Ranch, etwa 6 Meilen flussabwärts von Kirwin. Dunrud war ein Freund von George Palmer Putnam, dem Ehemann der Flugpionierin Amelia Earhardt. Earhart und Putnam kamen im Jahr 1934 für einen Urlaub auf die Double Dee Ranch. Sie baten Dunrud, dort eine Cabin für sie zu bauen. Als Earhart jedoch 1937 während ihres Weltfluges verschwand, wurde der Bau der Hütte eingestellt. Dunrud verkaufte seine Anteile im Jahr 1959. Sein Sohn Richard, ein Geologe beim U.S. Geological Survey, erklärte 2005 in einer Präsentation in Kirwin, dass der Bergbau in der Gegend nicht wirtschaftlich sei, obwohl Gold, Silber und Kupfer gefunden wurden. Es konnte nicht genug Erz beschafft werden, um den langen Weg zum Markt zu bezahlen. Diese Faktoren führten zum Niedergang der Stadt.
Die Unternehmen Anaconda Lead and Silver, Bear Creek und AMAX versuchten im Laufe der Jahre, Erz zu gewinnen. AMAX untersuchte das Gebiet bis in die 1960er Jahre, wobei unter anderem Kupfer und Molybdän gefunden wurden, was allerdings nichts an der negativen öffentlichen Reaktion auf den Bergbau änderte, sodass die Unternehmen die Suche einstellten. 1992 wurden der Kirwin Mining District und die Double Dee Ranch an den U.S. Forest Service übergeben.

## Verkehr
Erreicht werden kann der Ort nur über die unbefestigte Wood River Road entlang des Wood Rivers, wobei der Fluss selbst mehrfach durchquert werden muss. Die Wood River Road startet am Wyoming Highway 290 südwestlich von Meeteetse.